# 1313
1313 (MCCCXIII) fue un año común comenzado en lunes del calendario juliano.

## Nacimientos
- Bartolo de Sassoferrato, profesor de leyes y jurista italiano.
- Giovanni Boccaccio, escritor italiano.
- María de Portugal, reina de Castilla y de León.

## Fallecimientos
- Enrique VII del Sacro Imperio Romano Germánico.